# Escatologia inaugurada
Escatologia inaugurada é a crença na teologia cristã, de que o fim dos tempos foi inaugurado na vida, morte e ressurreição de Jesus, e que embora o Reino de Deus esteja presente, há aspectos nele que são "já" (fomos salvos) e "ainda não" (vivemos a plenitude da salvação). George Eldon Ladd sugere que o Reino de Deus "não é apenas um presente escatológico pertencente à Era vindoura; é também um presente a ser recebido no antigo éon".
Esta abordagem foi desenvolvida pela primeira vez por Geerhardus Vos, especialmente em seu trabalho de 1930, "A Escatologia Paulina". Mais tarde, Oscar Cullmann procurou combinar a "escatologia completa" de Albert Schweitzer com a "escatologia realizada" de C. H. Dodd. Cullmann sugeriu a analogia do Dia D e do Dia V para ilustrar a relação entre a morte e ressurreição de Jesus, por um lado, e sua Segunda Vinda, por outro.
A escatologia inaugurada foi popularizada por Ladd, especialmente entre os evangélicos estadunidenses. Stephen Um observa que à medida em que os evangélicos "começaram a explorar o significado da escatologia inaugurada para a teologia evangélica, eles estavam quase sempre explícita ou implicitamente em conversa com o trabalho de Ladd".
D. A. Carson vê João 5:24 ("quem ouve a minha palavra e crê naquele que me enviou, tem a vida eterna e não será condenado, mas já passou da morte para a vida", NVI) como dando a "afirmação mais forte da escatologia inaugurada no Quarto Evangelho": não é necessário que o crente "espere até o último dia para experimentar algo da vida de ressurreição".
Alguns vêem a escatologia inaugurada como uma teologia do Reino que vai contra uma leitura literal das passagens do Reino no Novo Testamento. Eles apontam para passagens como Atos 1:6, onde os Apóstolos são vistos aguardando a restauração do Reino a Israel imediatamente antes da ascensão de Jesus, como uma demonstração de que o Reino não foi estabelecido de forma alguma. George N. H. Peters escreve extensivamente sobre a abordagem do Reino futuro em seu clássico de três volumes, "The Theocratic Kingdom". Alternativamente, isto poderia ser interpretado como os Apóstolos aguardando o estabelecimento terreno do reino de Jesus em toda a sua glória.